# Záborná Lhota
Záborná Lhota je vesnice, část obce Chotilsko v okrese Příbram ve Středočeském kraji. Nachází se asi tři kilometry západně od Chotilska. Vesnicí protéká Meredský potok. Je zde evidováno 56 adres. V roce 2011 zde trvale žilo 76 obyvatel.
Záborná Lhota je také název katastrálního území o rozloze 4,65 km².

## Historie
První písemná zmínka o vesnici pochází z roku 1335.

## Obyvatelstvo
| Rok            | 1869 | 1880 | 1890 | 1900 | 1910 | 1921 | 1930 | 1950 | 1961 | 1970 | 1980 | 1991 | 2001 | 2011 | 2021 |
| -------------- | ---- | ---- | ---- | ---- | ---- | ---- | ---- | ---- | ---- | ---- | ---- | ---- | ---- | ---- | ---- |
| Počet obyvatel | 129  | 141  | 160  | 154  | 158  | 155  | 133  | 111  | 115  | 97   | 91   | 62   | 60   | 76   | 95   |
| Počet domů     | 21   | 23   | 23   | 25   | 27   | 27   | 29   | 35   | 31   | 27   | 28   | 32   | 32   | 37   | 43   |

## Obecní správa
Při sčítání lidu v letech 1850–1979 Záborná Lhota byla samostatnou obcí, se kterým patřila nejprve do okresu Příbram, ale v roce 1950 v okrese Dobříš a od roku 1960 opět v okrese Příbram. Od 1. ledna 1980 je částí obce Chotilsko v okrese Příbram.